# Raphaella Galacho
Raphaella Galacho Pereira, född 28 juni 1990 i Santos, är en brasiliansk taekwondoutövare.

## Karriär
I juli 2015 tog Galacho brons i +67 kg-klassen vid panamerikanska spelen i Toronto. I juni 2016 tog hon silver i 73 kg-klassen vid panamerikanska mästerskapen i Querétaro efter en finalförlust mot mexikanska María Espinoza.
I juni 2021 tog Galacho brons i 73 kg-klassen vid panamerikanska mästerskapen i Cancún. I maj 2022 tog hon silver i 73 kg-klassen vid panamerikanska mästerskapen i Punta Cana efter att ha förlorat finalen mot amerikanska Madelynn Gorman-Shore.